# Pastures FC
Der Pastures FC (aus Sponsorengründen als BESCO Pastures FC auftretend) ist ein Fußballklub auf St. Vincent und den Grenadinen aus Layou.

## Geschichte
Der Klub wurde im Jahr 1972 gegründet. Von den frühen Jahren ist derzeit von möglichen Erfolgen des Klubs nichts bekannt. Zu dieser Zeit war der Klub auch noch als Pastures United FC bekannt. Ab mindestens der Saison 2007/08 spielte der Klub auch in der höchsten Spielklasse des Landes. Als Vorletzter musste er aber nach der darauffolgenden Spielzeit wieder absteigen. Als Meister der First Division stieg die Mannschaft im Anschluss an die Runde 2009/10 direkt wieder auf.
Wahrscheinlich zur Saison 2013/14 erfolgte der Namenswechsel zu Pastures FC. Im Super-8-Turnier der Spielzeit landete man auf dem zweiten Platz, wobei es schließlich durch einen 2:1-Sieg über System 3 gelang, sich erstmals als Meister zu krönen. Dass dieser Titel kein Zufall war, bestätigte die Mannschaft in den nächsten Saisons, indem sie sich in der Spitzengruppe festsetzte. Mit 53 Punkten am Ende der Runde 2018/19 gewann Pastures FC das zweite Mal der Meisterschaft.

## Erfolge
- Premier League[7]
  - Meister: 2013/14, 2018/19